# Nesochernes gracilis
Nesochernes gracilis es una especie de arácnido  del orden Pseudoscorpionida de la familia Chernetidae.

## Distribución geográfica
Se encuentra en Nueva Zelanda.

## Subespecies
Las subespecies son:
- Nesochernes gracilis gracilis Beier, 1932
- Nesochernes gracilis norfolkensis Beier, 1976